# Adílton
Adílton de Souza Rodrigues (Rio de Janeiro, 13 de fevereiro de 1952 — Volta Redonda, 11 de julho de 2008) foi um futebolista brasileiro que atuou como meia ou atacante.
Pelo Fortaleza, ele entrou para a história do clube ao marcar 3 gols na vitória do Tricolor por 4–0 sobre o Ferroviário, na final do campeonato cearense de futebol de 1982.

## Títulos
Fortaleza
- Campeonato Cearense: 1982 e 1983